# Lépcsős Szent János
Lépcsős vagy Létrás Szent János, régiesen Lajtorjás Szent János, görögösen Jóannész Klimakhosz (ógörögül:  Ἰωάννης τῆς Κλίμακος, latinul: Johannes Climacus), (hagyományosan 575 körül – 649. március 30., újabb számítások szerint 523 körül – 606) szír szerzetes, egyházi író. Ismeretes még Johannes Scholasticus és Johannes Sinaites néven is.

## Élete
Életéről igen kevés adattal rendelkezünk. Születési helye nem ismert. Dániel nevű életrajzírója szerint (PG 88,596-608) János 16 éves korában lett szerzetes, 19 évet közösségben, 21 évet pedig magányban töltött. 60 éves korában megválasztották a Sínai monostor apátjává. A lelki élet fokait bemutató Paradicsom lépcsőjét (gör. Klimax Paradeisou, lat. Scala Paradisi) – melyről a nevét is kapta – ekkor írta meg. Ő maga hasonlítja Jákob létrájához, illetve Jézus életének 30 évéhez (30 fejezet).
A mű rendkívül elterjedt, 33 görög, illusztrált kéziratát ismerjük, lefordították számos más nyelvre is, így fennmaradtak igen régi latin, szír, arab, örmény és szláv fordítások. A Paradicsom lépcsője eredetileg egy másik, Liber ad Pastorem c. művét egészítette ki, de aztán önálló műként terjedt.

## Tanításai aParadicsom Lépcsőjében
A szerzetes angyali életet folytat, bár még anyagi és romlandó testben él. (1. fej.) A szerzetes sajátos szerepet tölt be az Egyházban. Minden apostoli tevékenység csak kísértés, kivéve az elöljáró szolgálatát. A szerzeteseknek saját üdvösségükön fáradozva kell küzdeniük a világ üdvösségéért. Nem külsőleg adnak példát, hanem létükkel. Isten iránti szeretetükkel és szenvedélyeik megtisztításával hatnak a világra.
A szerzetesi eszmény tehát a hészükhia, vagyis a külső nyugalom, az állandó ima s ennek előfeltétele, a belső béke.
Az első lépcső jelenti a világtól való elszakadást, a második a földi érzelmekről-szeretetről való lemondást, a harmadik elindulást a monasztikus-remete életben. A negyedik fokon az engedelmességet kell elsajátítani, ami nemcsak kezdeti gyakorlat, hanem biztos védelem a csalódások ellen. A következő lépcsők leírják az aszketikus élet kibontakozását, elemzik a hét főbűnt és az erényeket. Az utolsó négy fok az aszketikus élet legmagasabb szakaszait mutatja be: a magány, az ima, az apatheia, a hit, a remény és a szeretet lényegét.
János jól ismerte a sivatagi atyák tanításait és Gázai Szent Dorotheoszt; írásai pedig Új Teológus Szent Simeon közvetítésével maradandó hatást gyakoroltak a hészükhiasztákra és az orosz sztarecekre.

## Magyarul
- Létrás Szent János: Mennyekbe vezető létra (Árkossy Miklós ford. alapján átdolgozott kiadás), Görögkatolikus Szemle füzetek V. szám, Nyíregyháza, 2014, ISSN 1416-793X, 285 p